# Pancit

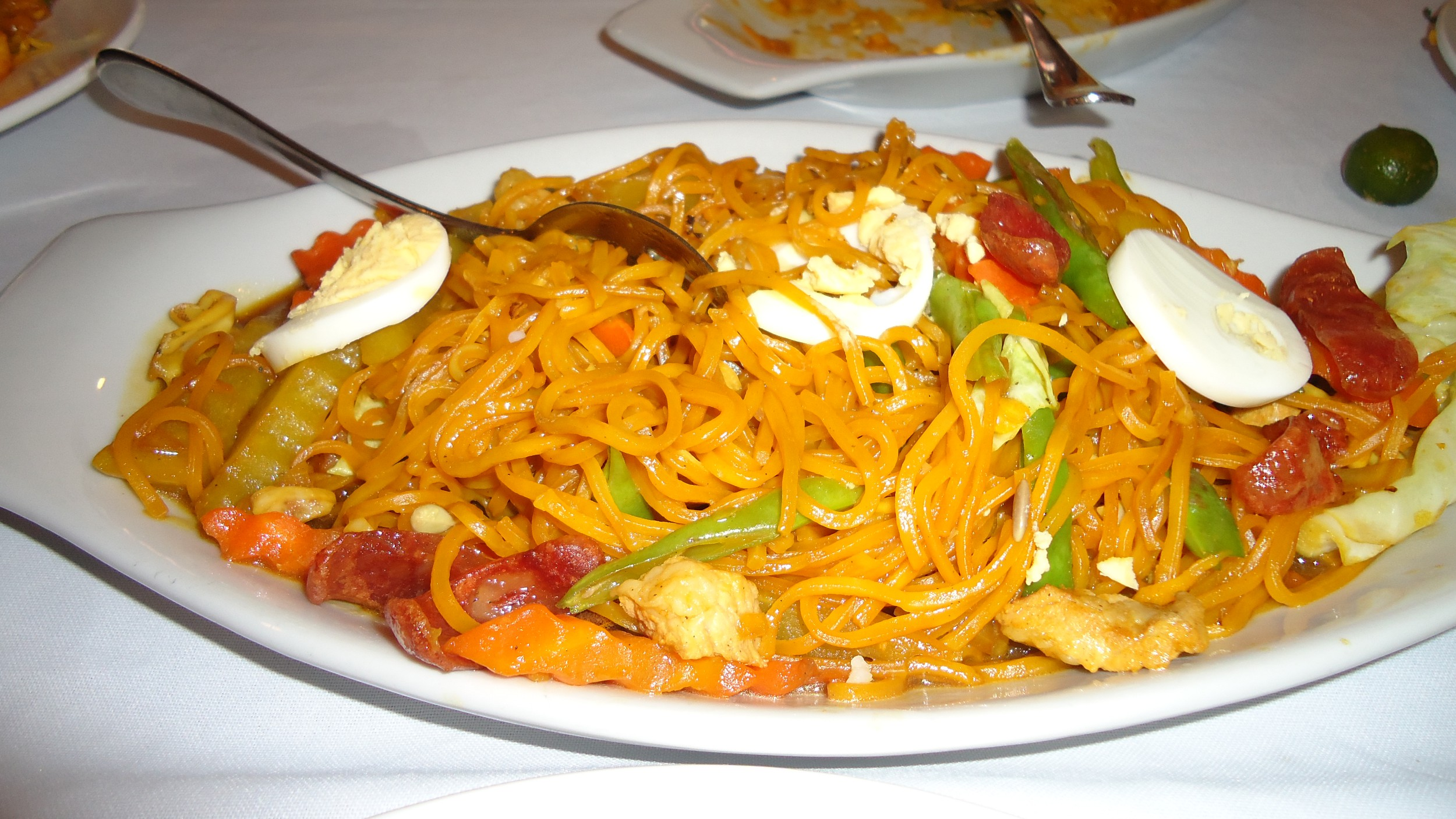
Pancit

Pancit [ˈpansɪtˈ] ist die Bezeichnung für ein philippinisches Nudelgericht, das seinen Ursprung in China hat. Durch fortwährende regionale Anpassungen mit verschiedensten Zutaten hat sich das Gericht zu einem der bekanntesten Nationalgerichte der philippinischen Küche entwickelt. Pancit wird in zahlreichen Variationen vor allem bei Festen und Geburtstagen aufgetischt. Typische Zutaten neben den Nudeln, die den Hauptbestandteil des Gerichts bilden, sind lokale Fleisch-, Fisch- und Gemüsesorten.

## Geschichte und Etymologie
Die philippinische Küche ist ein Potpourri aus verschiedensten kulturellen Einflüssen, geprägt durch die geschichtlichen und gesellschaftlichen Entwicklungen des Inselstaats. Während die Wurzeln der philippinischen Küche in Malaysia vermutet werden, sind chinesische und indische Einflüsse durch den Handel sowie spanische und amerikanische Einflüsse durch die Kolonialisierung nicht von der Hand zu weisen. Insbesondere die frühen Handelsbeziehungen zwischen China und den Philippinen, die bereits während der Tang-Zeit (618–907 n. Chr.) bestanden, hatten nachhaltigen Einfluss auf die philippinische Esskultur.
Mit den chinesischen Händlern kamen Nudel- und Reisgerichte auf die Philippinen, deren chinesische Wurzeln heute noch anhand ihrer Namen nachvollziehbar sind. So stammt auch der Begriff Pancit aus dem Hokkien-Chinesischen pian + e + sit, was übersetzt so viel bedeutet wie „etwas, was bequem, zweckmäßig, praktisch gekocht wurde.“ Da die Verarbeitung von Nudeln bekanntermaßen wenig aufwendig ist, hat sich die Bezeichnung Pancit auf den Philippinen für das besagte Nudelgericht, eingebürgert. Zudem kamen „im 19. Jahrhundert […] chinesische Nudelrestaurants auf, die generell als Panciterias bezeichnet werden.“
Auch die übliche Verwendung von Pancit auf Feiern oder Geburtstagen ist einer chinesischen Überlieferung zuzuschreiben. Demnach symbolisieren Nudeln ein langes und gesundes Leben. Anstelle von Kerzen wurden die Nudeln mit orangefarbenen Eiern, golden gebratenen Schalotten und grünen Zwiebelblättern bestückt. Pancit stellt bis heute auf den Philippinen ein angebrachtes und favorisiertes Gericht auf Geburtstagen und anderen Feiern dar.

## Pancit-Arten und -Variationen
Im Laufe der Zeit hat sich aus dem chinesischen Nudelgericht das Filipino-Pancit entwickelt, das mit lokalen Fleisch-, Fisch- und Gemüsesorten immer weiter variiert wurde. Die heutigen Zutaten und Variationen des Gerichts kommen in der chinesischen Küche meist nicht oder zumindest nicht in diesen Kombinationen zur Verwendung. Die zahlreichen Variationen von Pancit unterscheiden sich sowohl durch ihre Nudelart als Hauptbestandteil des Gerichts als auch durch die restlichen Inhaltskomponenten und Zutaten. Die beiden wichtigsten Hauptvarianten des Gerichts, die es zu unterscheiden gilt, sind Pancit Canton und Pancit Bihon. Während Pancit Bihon aus dünnen, durchsichtigen Reisnudeln besteht, setzt sich Pancit Canton aus etwas dickeren Eiernudeln zusammen, die äußerlich der bekannten Spaghettinudel ähneln. Auch je nach Region auf den Philippinen sind die Zutaten für das Pancit sehr individuell. So werden direkt an den Küsten häufiger Shrimps, Fisch und Muscheln verwendet und weiter im Landesinneren mehr Eier oder Gemüse wie Karotten, Bohnen oder Zwiebeln. Für die Zubereitung werden die Zutaten in der Regel in einer Pfanne mit Öl angebraten, während die Nudeln vorab kurz in Wasser eingelegt und dann mit den restlichen Zutaten und Gewürzen vermengt und mitgebraten werden. Weitere bekannte Pancit-Varianten sind unter anderem Pancit Buko, Pancit Malabon, Pancit Marilao und Pancit Molo.

## Belege